# Gresham Sykes
Gresham M'Cready Sykes (Plainfield, 26 maggio 1922 – Charlottesville, 29 ottobre 2010) è stato un sociologo e criminologo statunitense.

## Biografia
Ha ricevuto il Bachelor of Arts dall'Università di Princeton e un Ph.D. alla Northwestern University. Ha insegnato in varie università, tra cui Princeton, Dartmouth, e alla Northwestern, prima di divenire professore di sociologia all'Università della Virginia. 

### Contributi scientifici
È un noto studioso dei fenomeni di criminalità, devianza, devianza giovanile, e delle problematiche connesse allo status di reclusione. Ha fatto luce sui parallelismi tra i normali ruoli sociali e quelli investiti dai soggetti devianti, dai reclusi e dai loro secondini. Ha inoltre teorizzato che il sistema di valori cui aderiscono i soggetti coinvolti - devianti, detenuti e secondini - sia sostanzialmente coincidente con quello normalmente condiviso dalla società libera e non trasgressiva. 
Ha postulato, in particolare (Juvenile Delinquency and Subterranean Values, del 1961), che nella criminalità trovino espressione valori latenti condivisi dall'intero corpo sociale - come la ricerca di stimoli, di eccitazione, o di forti emozioni - a cui il sistema di controllo sociale permette lo sfogo solo in circostanze altamente istituzionalizzate.
Le sue ricerche sulla Prigione di Stato del New Jersey ("The Society of Captives" - La società dei prigionieri", 1958) sono stati descritti come uno sguardo pionieristico alle problematiche affrontate dalle guardia carceraria e sulle sofferenze patite dai detenuti durante la prigionia. Vengono individuate le peculiari modalità di interazione sociale elaborate in modo adattivo in un contesto sociale in cui la severa restrizione delle libertà personali, unita all'impossibilità di relazioni eterosessuali, comporta la necessità di fronteggiare sentimenti di inadeguatezza della personalità.
È coautore, con David Matza, del saggio "Techniques of Neutralization: A Theory of Delinquency" ("Tecniche di neutralizzazione: una teoria della criminalità", pubblicato su American Sociological Review nel dicembre 1957. Il saggio, nel delineare una "teoria della devianza", individua le strategie psicologiche (a cui gli autori danno il nome di «tecniche di neutralizzazione») che i criminali adottano per risolvere le dissonanze cognitive derivanti dall'agire criminale, attutendo - o rimuovendo - i sensi di colpa che vi sono associati.
Per gli innovativi contributi dati alla criminologia, Sykes ha ricevuto, nel 1980, l'"Edwin H. Sutherland Award".

## Opere
- (con David Matza), La delinquenza giovanile. Teorie ed analisi, Armando editore, 2010 ISBN 978-88-6081-728-0
- "The Society of Captives", 1958